# 葡萄科
葡萄科（学名：Vitaceae）是真双子叶植物蔷薇类葡萄目（Vitales）下唯一的科。

## 分类
《克朗奎斯特分类法》将本科列入鼠李目，属于蔷薇亚纲。1998年《APG 分类法》将其单列为独立的科，置于蔷薇类植物分支之下，到2009年《APG III分类法》才承认葡萄目。
本科有16屬，約有770種，其中火筒樹屬約有70種。《克朗奎斯特分类法》将火筒树属单列为一个科，《APG 分类法》将其列入葡萄科。

## 形态与分布
本科多分布于热带和温带地区，中国有7属约110种，全中国均有分布。
本科植物除火筒樹屬外均为藤本或草本，借卷须攀缘；花细小；果实为浆果。

## 利用
葡萄是重要的水果和酿酒原料。
有些種類是著名的景觀爬藤，如蛇葡萄屬、白粉藤屬、地錦屬、崖爬藤屬的植物，其中產自中國及日本的地錦與產於北美的五葉地錦是著名的例子。
某些葡萄科植物為著名的藥用植物，如白蘞、四稜粉藤、三葉崖爬藤。

## 其他
在马来半岛的崖爬藤属是寄生植物大花草科的唯一宿主。
葡萄科許多植物為鱗翅類幼蟲的宿主。